# Suriyothai
Królowa Suriyothai – legendarna królowa Syjamu (obecna Tajlandia), żyjąca w XVI wieku, oddała życie w obronie swego króla i męża Mahy Chakkraphata.
Suriyothai była królową we wczesnym okresie panowania króla Mahy Chakkraphata. W 1548 roku w ciągu pół roku od objęcia władzy przez Mahę Chakkraphata, wojska króla Birmy najechały Syjam i przygotowywały się do zajęcia stolicy kraju – Ayutthaya. Król postanowił użyć do obrony stolicy słoni bojowych. W tamtych czasach kobietom nie wolno było brać udziału w walce lecz królowa tak bała się o męża, że postanowiła złamać zwyczaj i przebrana w męski strój wzięła udział w bitwie.
W czasie bitwy król Maha Chakkraphat spadł ze swojego słonia i groziła mu śmierć. Suriyothai tak poprowadziła swojego słonia by osłonić męża. Niestety przypłaciła to życiem.
Król postawił stupę, by uhonorować jej pamięć.
W 2001 roku powstał poświęcony jej film Królowa Syjamu (The Legend of Suriyothai)